# Бодхисаттва Самантабхадра

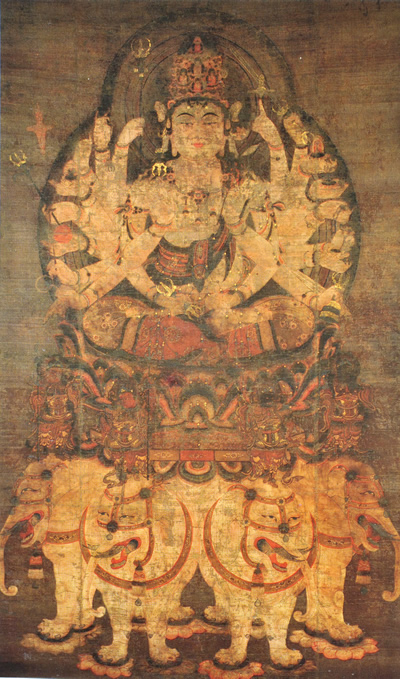
Двадцатирукий Фугэн Эммэй, свиток из храма Дзико-дзи, Ономити, Япония

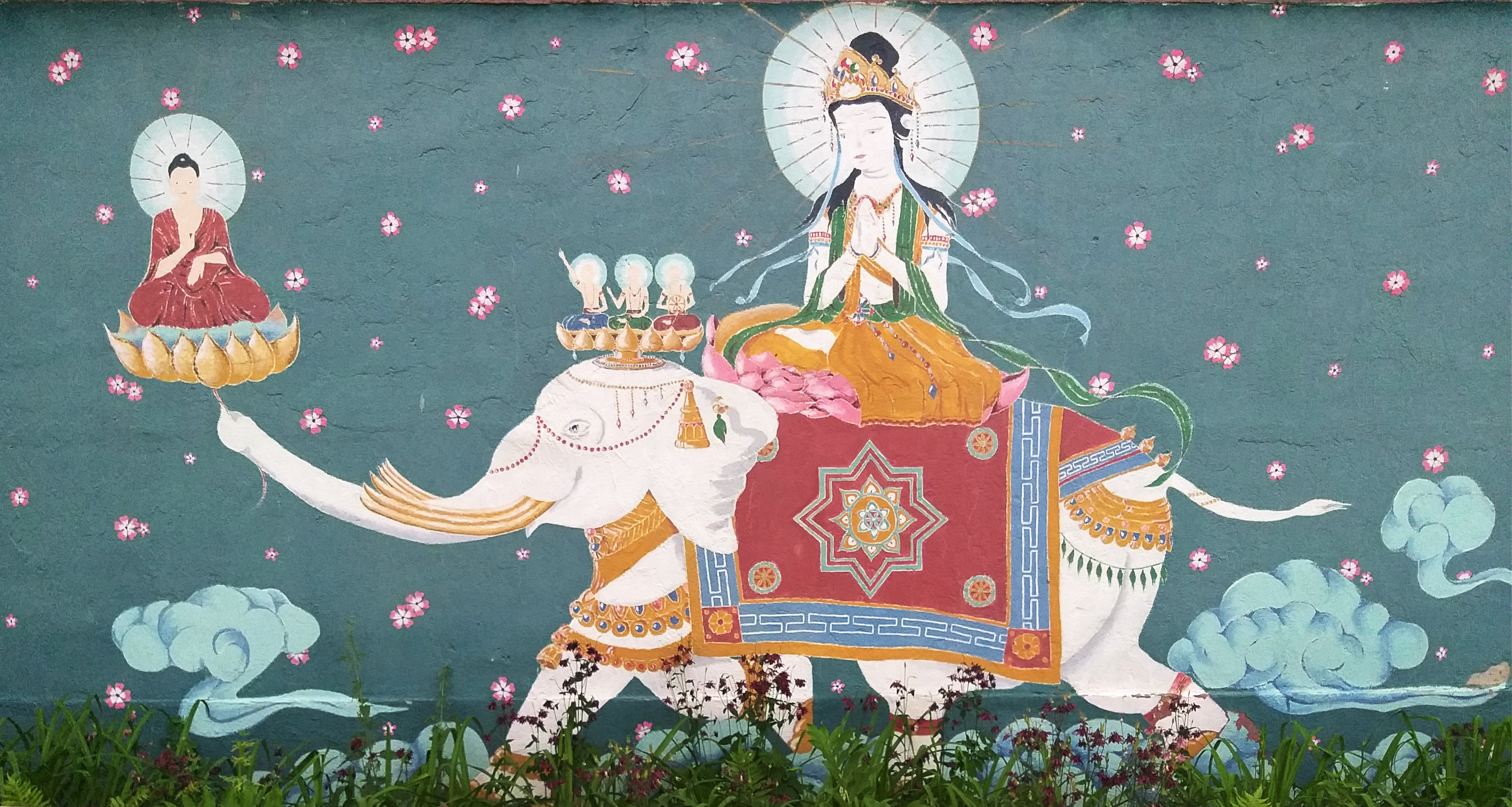
Фреска Бодхисаттва Самантабхадра в общине Место Пути в Кыргызстане

Бодхисаттва Самантабха́дра (санскр. समन्तभद्र, «всевеликодушный», «всеблагой», кит. упр. 普賢, палл. Пусянь, яп. 普賢 (ふげん), Фугэ́н), также Вишвабха́дра (санскр. — «Всеблагой») — бодхисаттва дхармы в буддизме махаяны и ваджраяны, олицетворяющий Полное Сострадание, мудрость сущностной самости.
Самантабхадра является покровителем изучающих дхарму (буддийское учение), воплощает силу трансцендентной мудрости-праджни, учит, что практика в духовной жизни так же важна, как размышления и медитация. Включается в состав триады Шакьямуни вместе с бодхисаттвой Манджушри и Буддой Шакьямуни. Считается покровителем почитателей «Сутре Лотоса». В Аватамсака-сутре Самантабхадра называет и комментирует десять обетов бодхисаттвы.

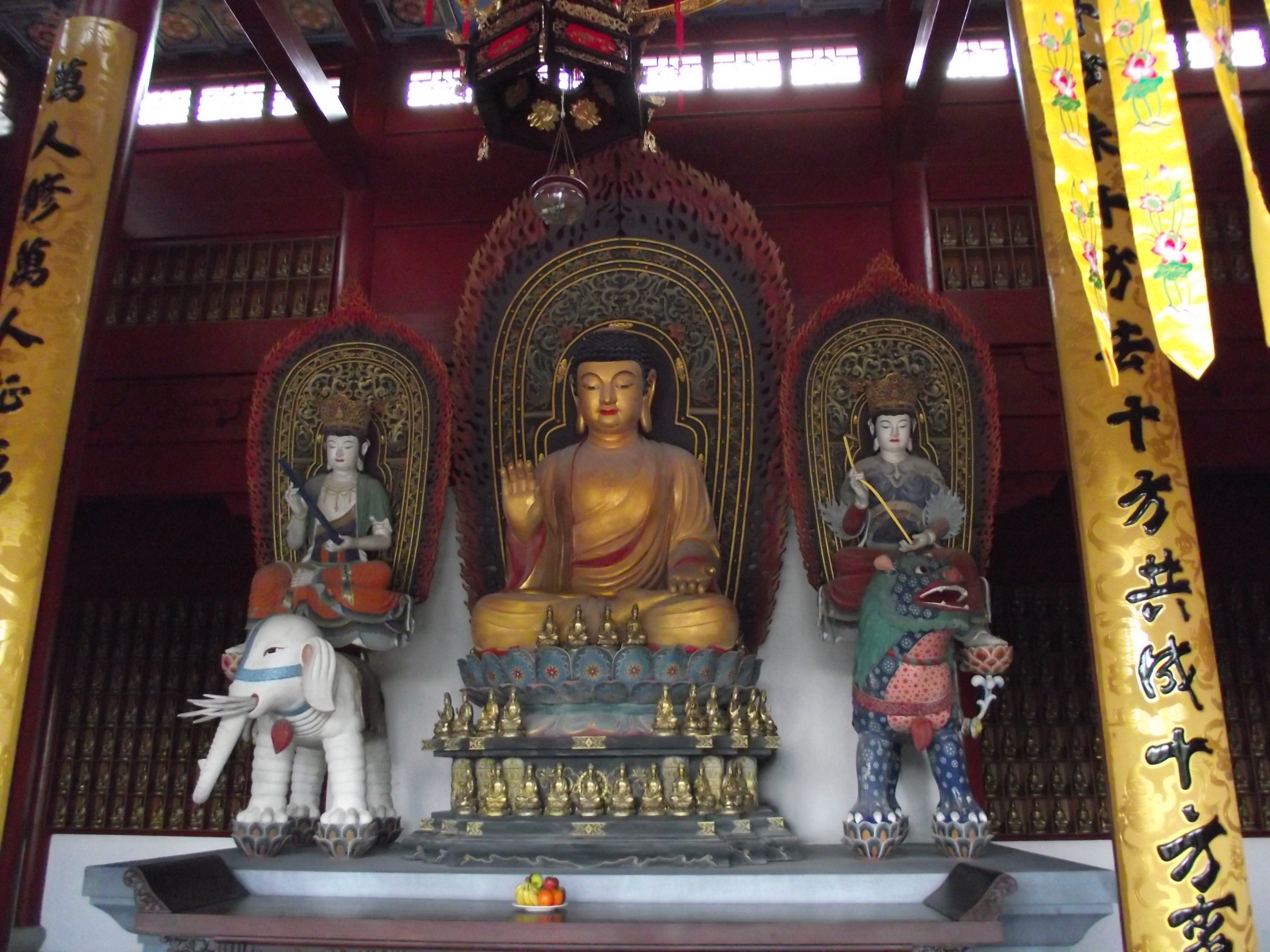
Триада Шакьямуни, слева направо: Самантабхадра, Будда Шакьямуни, Манджушри

## Иконография
Самантабхадра зачастую изображается верхом на слоне с шестью бивнями, как указано в «Сутре Лотоса». Каждый бивень олицетворяет собой одно из 6 человеческих чувств (зрение, слух, обоняние, осязание, вкус, сознание). Слон же в связи с Самантабхадрой символизирует собственно буддизм как силу, способную совладать с любыми препятствиями на пути к просветлению. Однако в эзотерических школах (например, в японской Сингон) слон часто заменяется на популярный атрибут будд и бодхисаттв — цветок лотоса (падма). Этот же цветок либо скипетр или свиток иногда изображается в руках у бодхисаттвы. Однако чаще всего Самантабхадра изображается со сложенными в мудру Гассё (мудру, обозначающую мольбу) руками.
В Японии также встречается иконографическая вариация Бодхисаттвы Самантабхадры (яп. — Фугэн Эммэй босацу (яп. 普賢延命菩薩), связанная с обрядом долголетия Фугэн Эммэйхо (яп. 普賢延命法). Фугэн Эммэй босацу изображается в двух вариантах. В первом он имеет две руки и сидит лотосовом троне, который держат 3 слона либо один трёхголовый слон. В руках у бодхисаттвы ваджра и колокол. Во втором варианте Фугэн Эммэй босацу имеет 20 рук, а трон поддерживают 4 слона.

## 10 обетов практики бодхисаттвы Самантабхадры
В Аватамсака сутра в уста Самантабхадры вложены т. н. десять великих обетов практики бодхисаттвы, призванных помочь в постижении заслуг и дободетелей Татхагаты (то есть, Будды Шакьямуни):

1. Поклоняться всем Буддам,
2. Восхвалять Татхагат,
3. Свершать обильные подношения Буддам [в том числе в виде практики их учения],
4. Посредством раскаяния устранять препятствия дурной кармы,
5. Практиковать добродетель сорадования [поощрять развитие добродетели у других живых существ],
6. Просить Будд вращать колесо Дхармы,
7. Просить Будд находиться в мире,
8. Постоянно следовать наставлениям Будд,
9. Постоянно исполнять желания всех живых существ [относиться к ним, как к Буддам],
10. Практиковать посвящение заслуг [использовать свои добродетели, чтобы помочь живым существам достичь спасения].

— Обеты практики бодхисаттвы Самантабхадры, пер. Д.В. Поповцева